# Cerklje na Gorenjskem
Cerklje na Gorenjskem (IPA: [ʦɛrkˈljɛ nagɔˈreːnskəm])  város és község neve Szlovénia Gorenjska régiójában. A Ljubljana Jože Pučnik repülőtér a községben helyezkedik el, Zgornji Brnik városka mellett. A szlovén légi társaság, az Adria Airways, szintén itt tartja központi irodáját.